# Azur e Asmar
Azur e Asmar (Azur et Asmar) è un film d'animazione del 2006 scritto e diretto da Michel Ocelot.
Presentato nella sezione Quinzaine des Réalisateurs del Festival di Cannes 2006 e nella sezione per ragazzi Alice nella città della Festa del Cinema di Roma 2006, è uscito nelle sale italiane il 10 novembre 2006.
Il film è stato osteggiato nei paesi anglosassoni per le scene di nudo (presenti anche nel film Kirikù e la strega Karabà), anche se l'unica scena di nudo riguarda la nutrice che allatta i due bambini all'inizio del film, e chiaramente è visibile soltanto un seno.

## Trama
In una Francia medievale del XIV secolo, vive una donna araba di nome Jenane, già madre del piccolo Asmar, moro e dagli occhi scuri; la donna si prende cura anche di Azur, un bambino nobile, coetaneo di Asmar, biondo e dagli occhi azzurri, facendogli da nutrice tanto da insegnargli la sua lingua. I due bambini crescono insieme come fratelli, giocando, litigando, aiutandosi e volendosi bene. Ma il padre di Azur, un uomo nobile dal carattere severo e crudele, non approva l'affetto e la vicinanza di suo figlio verso la nutrice e il fratello di latte: così, un giorno decide che è giunto il momento per il figlio di studiare lontano da casa e lo affida ad un precettore che lo porta con sé in città. Subito dopo la partenza di Azur, l'uomo caccia via dal castello Jenane e Asmar, facendo credere ad Azur che sono stati sbranati e uccisi dai lupi nella foresta.
Gli anni passano e Azur, ormai cresciuto, lascia il padre e parte per cercare la Fata dei Jinn, la protagonista della fiaba che gli veniva raccontata dalla nutrice quando era bambino: la Fata è prigioniera in una gabbia di cristallo in attesa di un coraggioso cavaliere che riuscirà a superare grandi sfide e liberarla. Nel suo viaggio in mare, Azur subisce un naufragio e giunge su una spiaggia nera e sporca, in un paese dove egli viene considerato maledetto per via dei suoi occhi azzurri. A questo punto, Azur decide di  fingersi cieco. Lungo la strada, il ragazzo incontra un mendicante gobbo di nome Rospu, che gli chiede di portarlo sulle spalle e in cambio lo aiuterà nella sua impresa. Durante il tragitto, Azur e Rospu si fermano davanti a un piccolo tempio, dove Rospu dice che si trova un oggetto indispensabile per trovare la Fata dei Jinn, ovvero la chiave rovente: tastando le piastrelle, Azur riesce a trovare la chiave e la tiene per sé. Più tardi, i due arrivano alla città dove erano diretti, e in un secondo tempio simile a quello precedente, trovano la chiave aulente.
Subito dopo, Azur ritrova e (terminando la sua finta cecità) si ricongiunge con la sua nutrice Jenane, nel frattempo divenuta una ricca mercante, e Asmar, che inizialmente non lo accoglie molto bene. Dopo gli iniziali dissapori con il fratello di latte, Azur ritrova in Asmar la collaborazione e l'amicizia di una volta. Infatti, Asmar ha trovato la terza e ultima chiave, quella di ferro, e anche lui vuole a tutti i costi trovare e liberare la Fata dei Jinn. I due ragazzi rivelano alla nutrice le loro intenzioni: inizialmente la donna è rilluttante, salvo poi cambiare idea e accettare che i suoi due figli partano insieme, con Rospu al loro fianco. Quest'ultimo afferma che, per ottenere importanti indizi su come trovare la fata, bisogna interrogare tre individui: lui stesso, il saggio Yadoa e la principessa Chamsous Sabah, che si scopre essere una bambina; da essi, Azur apprende tutto il percorso che li porterà alla fata dei Jinn, e che avrà come prova finale un cancello gemello dove finora tutti hanno fallito.
Dalla Principessa, Azur riceve un'ampolla di nebbia, che lo rende invisibile, una pillola che gli permette di parlare con gli animali selvatici e una piuma dell'uccello Simurgh. Grazie alla nebbia, i due fratelli riescono a seminare un gruppo di inseguitori in città. Quando però i due si separano, Asmar viene attaccato da dei ladri, ma per fortuna Azur si precipita a salvarlo. Scampato il pericolo, Azur dona ad Asmar la piuma di Simurgh, grazie alla quale, una volta che i due si separano, quest'ultimo doma l'uccello al quale apparteneva la piuma, mentre Azur ingoia la pillola, e poi sconfigge il feroce leone rosso che gli sbarrava la strada. I due si ricongiungono al muro di roccia nera, ma proprio in quel momento, Asmar viene nuovamente attaccato dai ladri e riesce a rivelare ad Azur l'accesso a una porta segreta, venendo poi pugnalato. Azur riesce a salvare Asmar e scompare con lui attraverso il passaggio segreto; portandolo con sé, sulle spalle, il giovane supera gli ostacoli sul percorso e infine, usando la chiave aulente, quella rovente e quella di ferro di Asmar, apre la porta. Di fronte al cancello gemello, entrambi scelgono l'ingresso di sinistra, e una volta entrati restano nell'oscurità prima che la sala s'illumini per mano della fata dei Jinn, che ringrazia i due per averla salvata.
Asmar guarisce, ma ora il dilemma sta nel decidere chi dei due sia il più meritevole, quello a cui spetta come ricompensa la mano della Fata dei Jinn: i due fratelli si dichiarano l'un l'altro salvatori della fata, perché entrambi hanno avuto lo stesso ruolo nel salvataggio, e non riescono a risolvere il dilemma neppure gli altri convocati, ovvero la nutrice Jenane, il mendicante Rospu, il saggio Yadoa, la principessa Chamsous Sabah e nemmeno la Fata bionda degli Elfi, mandata al cospetto da quella dei Jinn. Comunque, la storia trova il suo degno e lieto fine, in un ballo dove diventa chiaro che la fata dei Jinn si è innamorata di Azur e quella degli Elfi di Asmar.

## Produzione
I personaggi sono stati realizzati in 3D, mentre la maggior parte del film (compresi gli sfondi) conserva una grafica tipica del disegno a mano di Ocelot. I colori degli abiti sono uniformi per una precisa volontà del regista, al fine di rendere i personaggi come ritagli di carta; le eccezioni riguardano dettagli occasionali, ad esempio gli esotici gioielli di Jenane, realizzati in 3D.
In un'intervista presente nel DVD, Michel Ocelot ha dichiarato che il personaggio di Rospu, che critica il proprio paese pur amandolo, è ispirato alla sua esperienza di adolescente quando tornò in Francia, ad Angers, dopo aver trascorso diversi anni in Guinea. Il regista ha voluto trasporre il senso di spaesamento provato evitando di far doppiare e sottotitolare i dialoghi in arabo. L'elaborazione della storia ha richiesto un anno, prendendo spunto un po' ovunque. Un giorno ascoltò alla radio la notizia del ricongiungimento a Beirut, dopo più di trent'anni, tra un uomo inglese e la sua nutrice: nonostante l'estrema difficoltà comunicativa, la nutrice lo accolse come un figlio; similmente accade tra Azur e Jenane. Inoltre, col tempo scoprì che in certi paesi musulmani gli occhi azzurri venivano considerati maledetti, fatto alla base delle prime disavventure di Azur. I nomi dei due protagonisti, Azur e Asmar, rispecchiano rispettivamente il colore dei loro occhi (azzurro in francese, marrone in arabo).
Per l'animazione sono occorsi due anni, durante i quali sono stati inizialmente realizzati circa 13 000 schizzi preparatori, poi ridotti a un decimo, ciascuno dei quali è finito in una cartella che comprende l'inquadratura dell'immagine, le posizioni principali dei personaggi, lo schizzo dell'ambientazione, l'indicazione dei dialoghi e i movimenti della fotocamera; questo lavoro è stato svolto da una piccola squadra composta dai sei agli otto disegnatori confermati.  È stato necessario un altro anno e mezzo per il passaggio dalla composizione degli ambienti all'animazione finale.
Il budget del film è stato di 10000000 €.

## Videogioco
Dal film è stato tratto un videogioco in 2d a scorrimento laterale per PC e Ps2. Il gioco è stato sviluppato da OUAT Entertainment e Wizardbox SARL e pubblicato da EMME interactive

## Distribuzione
Le date di uscita internazionali sono state:
- 21 maggio 2006 in Francia
- 10 novembre 2006 in Italia
- 17 ottobre 2008 negli Stati Uniti (Azur & Asmar: The Princes' Quest)

## Riconoscimenti
- Filmfest München - 2007[5]
  - Kinderfilmfest Audience Award